# Alex longipecten
Alex longipecten é uma espécie de inseto do gênero Alex, pertencente à família Formicidae.